# Revocation
A Revocation amerikai technikás death metal/thrash metal együttes.

## Története
2000-ben alakultak Bostonban. David Davidson, Phil Dubois-Coyne és Anthony Buda a bostoni középiskolában találkoztak, és megalapították saját együttesüket Cryptic Warning néven. 2002-ben kiadtak egy demót, amelyet 2004-ben követett a második. 2005-ben kiadták első és egyetlen studióalbumukat ezen a néven, amellyel nem voltak megelégedve. 2006-ban a Cryptic Warning feloszlott. Davidson szerint sok hibát követtek el az idő alatt, főleg azért, mert fiatalok voltak, a Revocation pedig "új lapnak" számít. Kiadtak egy három számos demót, majd 2008-ban visszatértek a stúdióba, hogy rögzítsék első nagylemezüket, amely saját kiadásban jelent meg. Ezt követően szerződést kötöttek a Relapse Records kiadóval. Második albumuk 2009-ben jelent meg, amelyet az Allmusic 2009 egyik legjobb metal albumának nevezett. A Spin Magazine pedig "2010 10 figyelemre méltó előadója" listájára helyezte őket. 2011-ben megjelent a harmadik nagylemezük, melyet 2013-ban követett a negyedik.
2014 áprilisában bejelentették, hogy szerződést kötöttek a Metal Blade Recordsszal, és dolgoznak az új lemezükön. A lemez ugyanezen év októberében jelent meg.
2015 júniusában Phil Dubois-Coyne elhagyta az együttest, helyére a 3 Inches of Blood korábbi dobosa, Ash Pearson került.
2015-ben a Metal Blade kiadásában újra megjelent az első nagylemezük, a 2006-os EP dalaival kiegészítve.
2016 májusában bejelentették, hogy készül a hatodik lemezük. Az album ezen év júliusában jelent meg.
2017 novemberében Davidson bejelentette, hogy a hetedik album munkálatai elkezdődtek, és 2018-ban tervezik megjelentetni. 2018 februárjában az együttes közösségi oldalain elkezdte pedzegetni, hogy már rögzítik az albumot. 2018 áprilisában bejelentették, hogy befejezték az albumot. 2018 májusában megjelent 20 másodperc az egyik új dalukból. Az album végül 2018 szeptemberében jelent meg.
2020-ban Dan Gargiulo kilépett a zenekarból. Jelenleg trióként működnek, és a nyolcadik lemezükön dolgoznak.
Zenei stílusuk a technikás death metal és a thrash metal keveréke.
Davidson szerint korábban Slash, Dimebag Darrell és Marty Friedman voltak rá hatással, zenekarként pedig több együttes hatott rájuk. Többek között a Children of Bodom, az Exhorder, a Dark Angel, a Slayer, a Megadeth, a Pestilence, az Atheist, a Gorguts, a Forbidden, a Spastic Ink, a Martyr és az Exodus.

## Tagok
- David Davidson – ének, gitár (2006–)
- Brett Bamberger – basszusgitár (2012–)
- Ash Pearson – dob (2015–)

Korábbi tagok
- Phil Dubois-Coyne – dob (2006–2015)
- Anthony Buda – basszusgitár, vokál (2006–2012)
- Dan Gargiulo – gitár, vokál (2010–2020)

## Koncerteken fellépő tagok
- Jon "The Charn" Rice – dob (2014)
- Alex Rüdinger – dob (2015)

## Diszkográfia
- Summoning the Spawn (EP, 2006)
- Empire of the Obscene (2008)
- Existence is Futile (2009)
- Chaos of Forms (2011)
- Teratogenesis (EP, 2012)
- Revocation (2013)
- Deathless (2014)
- Great is Our Sin (2016)
- The Outer Ones (2018)